# Augusta Raurica
 (septembre 2024).
Augusta Raurica est un site archéologique suisse, ainsi que la plus ancienne ville romaine présente dans la vallée du Rhin Supérieur. Il se situe  à 10 km à l'est de Bâle.
Le musée romain d'Augst comportant un musée archéologique en plein air lui est consacré. Le site abrite les découvertes les plus importantes de la ville romaine et raconte son histoire. D’autres salles d’exposition et plus de vingt curiosités en plein air peuvent également être visitées sur le site même, dont le plus grand théâtre romain au nord des Alpes. L’objet d’exposition le plus important du musée est le trésor d’argenterie et de monnaies découvert en 1962 à Kaiseraugst.

## Situation géographique
Le site d’Augusta Raurica s’étend sur le territoire des communes d’Augst, de Kaiseraugst et de Pratteln, au sud-est de l’agglomération bâloise, sur la rive sud du Rhin. Elle est située au bord d’un axe de communication nord-sud reliant Rome à la Germanie par le col du Grand-Saint-Bernard, Aventicum (Avenches) à Solodurum (Soleure) et Windisch, et leur jonction vers Augusta Raurica à travers les gorges du Taubenloch, et passant par le col de Pierre Pertuis. Par ailleurs, le Rhin a également favorisé le négoce tout le long de la vallée.
Enfin, le site d’Augusta Raurica est vallonné. C’est pourquoi la ville a toujours été divisée en 3 parties :
- Sur la rive, le quartier commerçant, artisanal et portuaire ;
- Sur la terrasse, le quartier résidentiel, politique et religieux ;
- Sur le sommet d’une colline, le camp militaire.

## Histoire d’Augusta Raurica

### Contexte général
Augusta Raurica est la première cité romaine à voir le jour après la première invasion romaine de la Germanie par Jules César, à la demande des habitants de la région. À cette époque, l’actuelle Alsace était occupée dans sa partie nord par les Médiomatriques (Peuple de la Gaule Belgique) et dans sa partie sud par les Séquanes qui peuplaient également le Jura, la plaine de la Saône et de la vallée du Doubs.
Vers 60 av. J.-C., Arioviste, originaire de la vallée du Main et du Neckar, vient occuper avec ses troupes toute la région. À la demande des populations autochtones, Jules César à la tête de six légions, trente mille fantassins, huit mille cavaliers, rencontre l’armée d’Arioviste en 58 av. J.-C., entre Cernay et Wittelsheim et lui inflige une cuisante défaite, le rejetant finalement avec ses soldats sur la rive droite du Rhin.
Par la suite, César favorise l’installation de nouveaux colons alliés de Rome, les Triboques autour de Brumath et les Rauraques dans le sud de l’Alsace jusqu’à Augst d’où le nom d’Augusta Raurica (les Rauraques étaient des tribus germaniques originaires de la Ruhr) qui sera fondé en 43 av. J.-C. par Lucius Munatius Plancus.
Drusus établit ensuite tout au long du Rhin des camps militaires reliés entre eux par des routes nord-sud, sur les deux rives du Rhin dont Argentoratum et Augusta Raurica sont parmi les plus importants. Cette conquête romaine de l’espace rhénan s’accompagna également d’une organisation administrative dont les conséquences sont encore perceptibles aujourd’hui en Alsace. En 297, l’empereur Dioclétien divise la région en deux parties qui correspondent quasiment au Bas-Rhin et au Haut-Rhin.
- La Basse-Alsace avec les Triboques sera rattachée à la Germania Prima (capitale Mogontiacum)
- La Haute-Alsace (avec Augusta Raurica) à la Maxima Sequanerum (capitale Vesontio).

Ce découpage administratif est plus tard repris sur un plan religieux jusqu’à la Révolution française, puisque le Haut-Rhin fera partie de l’évêché de Bâle, lequel relèvera de l’archevêché de Besançon.
Cette première fondation romaine s’inscrit donc dans le cadre de la conquête d’une partie de la Germanie par Jules César vers 43-44 av. J.-C. L’assassinat de Jules César engendre une période d’instabilité politique dont profitent certaines tribus germaniques qui détruisent partiellement la ville d’Augst.
C’est sous l’empereur Auguste vers 10 av. J.-C., qu’elle connaît une nouvelle reconstruction et expansion et devient alors la ville romaine d’Augusta Raurica.

### Histoire de la construction de la ville
Les travaux de construction commencent à Augusta Raurica entre 15 et 10 av. J.-C. Des bâtiments en bois caractérisent cette première inflation immobilière.
Sous le règne de l’empereur Auguste, entre 27 av. J.-C. et 14 apr. J.-C., a lieu une nouvelle fondation qui prend de ce fait le nom connu d’Augusta Raurica. Le forum, qui était en bois, voit le jour vers 20 apr. J.-C.
Entre 20 et 50, des troupes d’infanterie se trouvent cantonnées dans le fortin, lui aussi en bois, de la ville basse et c’est entre 40 et 70, que les habitations sont reconstruites en pierres (seconde inflation immobilière).
Le premier théâtre romain, le temple de Mercure et le forum en pierre sont construits entre 60 et 70. Une ère de prospérité économique, de la fin du Ier siècle à la fin du IIIe siècle, permet l’aménagement des thermes romains, puis vers 200, du troisième théâtre, de l’amphithéâtre, et de luxueux bâtiments privés à mosaïques (3e inflation immobilière).

## Description de la ville

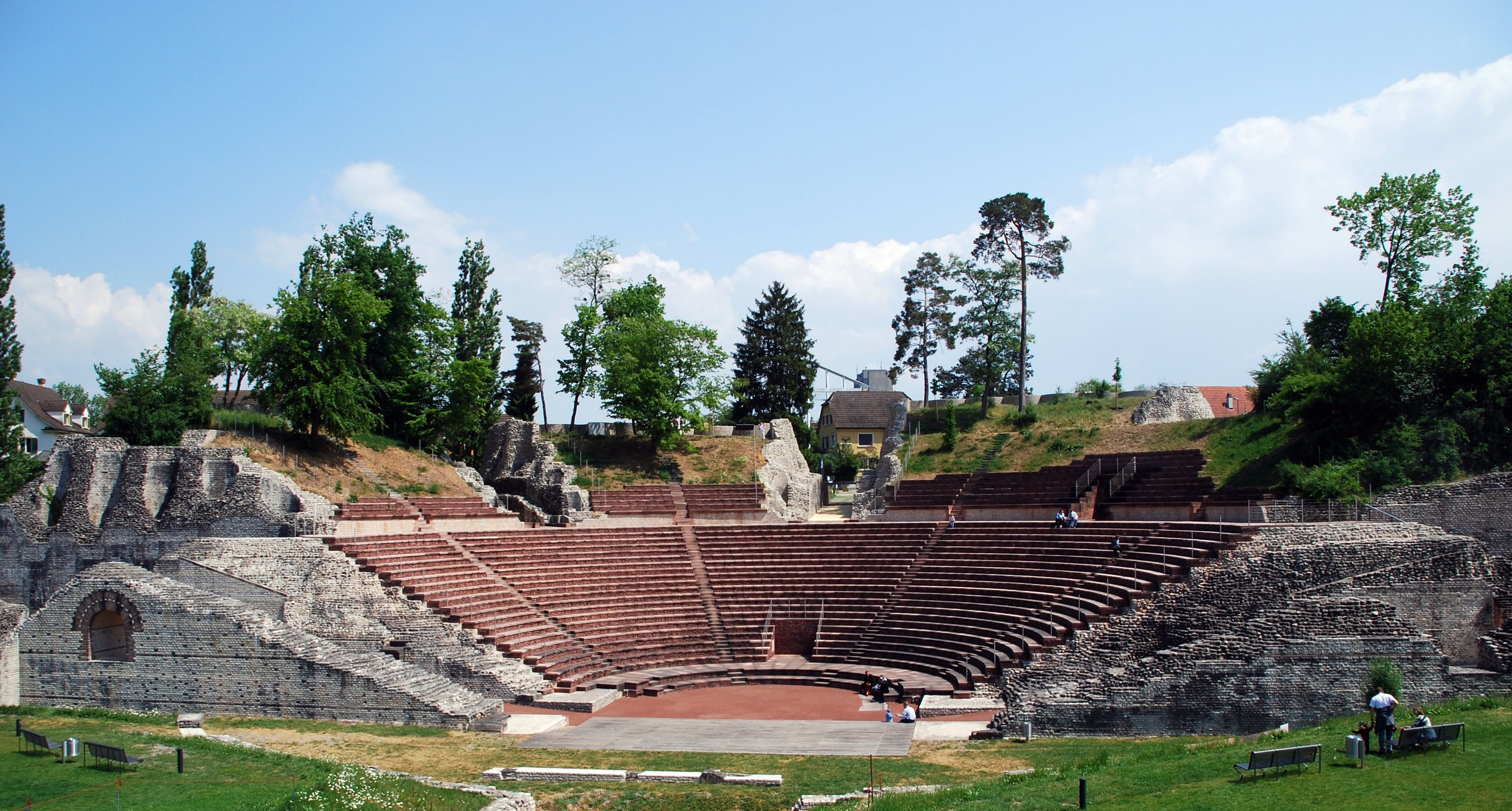
Le Théâtre

Les premières fouilles archéologiques commencent au XVIe siècle, grande période de l’Humanisme à Bâle. C’est au XIXe siècle que la cité antique est mise progressivement au jour. Ce travail effectué par la Société historique et archéologique de Bâle, se poursuit encore de nos jours.
Plus d'une vingtaine de monuments ont déjà pu être mis au jour, parmi lesquels : 
- Le forum : à l'est du théâtre, se trouvent les restes d'un centre administratif et marchand avec un temple de Jupiter, une sorte de halle administrative et de justice, une basilique civile et une curie. La grande place bordée par ces édifices publics et les nombreuses boutiques constituait le forum. C’est là que se tenaient aussi les marchés et certaines manifestations officielles. Il fut construit au milieu du Ier siècle apr. J.-C. Il est entouré de portiques qui abritent des petites pièces placées dos à dos s'ouvrant soit vers le forum soit vers l'extérieur. Le forum était fermé d'un côté par une basilique civile et d'un autre côté par une cour entourant un temple. Ces monuments mesuraient 175x80 mètres.
- Le théâtre : le théâtre situé au cœur de l'antique cité fut reconstruit plusieurs fois. Au cours de son histoire, il servit alternativement de théâtre scénique aux environs des années 60-70 apr. J.-C., d'arène de combat vers 73-74 apr. J.-C., puis à nouveau de théâtre scénique entre 120 et 150. Il pouvait contenir 8000 spectateurs qui entraient gratuitement. Les gens y venaient car c'était le seul endroit où il était possible de côtoyer des femmes. Les couloirs ont été construits de sorte qu'aucune classe sociale ne soit mélangée. Aucune femme n'avait le droit d'y jouer.

Ce n'est que vers 200 apr. J.-C. que les habitants purent s'offrir le luxe de deux édifices : le théâtre scénique ici au centre et l'amphithéâtre en bordure sud-ouest de la ville. Plus importante ruine romaine de Suisse, il a été entièrement restauré en 2007.
- Le temple à podium : depuis le théâtre, on aboutit par un escalier monumental au podium d'un temple autrefois imposant.

Le temple à podium fut construit selon des modèles méditerranéens sur l'emplacement d'antiques temples carrés gallo-romains dont les fondations de trois d’entre eux sont encore visibles. Il fut bâti vers 50-60 apr. J.-C. en même temps que le théâtre qui lui fait face.
- Les habitations (insulae) : les quartiers de la ville, bâtis vers 15 av. J.-C. formaient des îlots urbains (insula). Ils entourent encore le théâtre romain et sont maintenant bordés par l'autoroute. Dans la mesure du possible, les rues reliant les maisons actuelles ont été tracées dans le prolongement des rues romaines.
- Les aqueducs : il n’en reste aucun, mais les rares vestiges trouvés révèlent un système d’acheminement d’eau remarquable assurant les besoins d’eau des habitants.
- Les ateliers : tout près de la route cantonale de Bâle à Rheinfelden (Baden), se trouvent sous un toit commun, une auberge avec échoppes (caupona) et une foulerie (fullonica). Ces bâtiments plusieurs fois réaménagés brûlèrent au IIIe siècle apr. J.-C., peut-être à la suite d'un tremblement de terre. On a retrouvé de nombreux morceaux de bois calcinés témoignant des reconstructions.
- L'amphithéâtre : en complément au théâtre scénique du centre-ville, les habitants s'offrirent le luxe d'une grande arène ovale au sud de la cité. Elle fut construite à l'époque florissante du IIIe siècle et pouvait accueillir près de 6000 spectateurs. Des combats d'animaux et de gladiateurs se déroulèrent ici, il y avait aussi des courses de chars. Les notables et leurs hôtes suivaient le spectacle depuis la tribune d'honneur aujourd’hui reconstituée. les femmes devaient rester debout en haut des gradins pour ne pas déranger les hommes, qui ne porteraient plus attention aux combats de gladiateurs. Le carcer abritait autrefois les animaux et accessoires.
- La basilique : la basilique était située à l'aile nord-est du forum, perpendiculairement à la place. Les ruines des murs de soutènement témoignent de son ancienne ampleur. Contrairement au sens habituel qu'on lui donne, la basilique à trois nefs n'était pas un édifice religieux. C'était un bâtiment administratif et de juridiction.
- Le baptistère : sur le site du Castrum Rauracense, au bord du Rhin, on découvrit les vestiges d'une église paléochrétienne, c'est-à-dire datant du début du christianisme, avec des fonts baptismaux et une étuve. Au IVe siècle apr. J.-C., un évêque résidait à Kaiseraugst. Des documents citent même un évêque de « Kaiseraugst et Bâle », vers le VIIe siècle. À partir du VIIe siècle, le siège de l'évêque fut installé dans Bâle alors en pleine expansion, pendant que Kaiseraugst perdait son ampleur de cité antique et devenait une ville moins importante.
- La boulangerie et le poste de garde : à l'époque romaine, une rangée d'étroites maisons s'étendait au pied d'un puissant mur de soutènement, en bas de la colline. Le rez-de-chaussée de certaines d'entre elles était bâti en murs de pierre alors que l'étage supérieur était en torchis. Ces bâtiments connurent différents usages au cours des années. De 250 à 275 apr. J.-C., des fours à pain comme celui que l’on peut voir encore aujourd’hui, existaient dans plusieurs maisons. Une partie du pain de ces boulangeries était sans doute destinée aux légionnaires, car une garnison stationnait à cette époque à Augusta Raurica. Sa tâche était d'intervenir lors de sanglantes batailles. Après 275 apr. J.-C., la légion fortifia finalement l'éperon du Kastelen qui domine la boulangerie. Vers 275 apr. J.-C., un vaste incendie détruisit le bâtiment. Lors des fouilles, on retrouva dans les décombres, non seulement de la vaisselle en céramique, mais aussi des figurines de bronze représentant les dieux honorés dans un sanctuaire familial. On ne sait pas où se trouvait exactement ce sanctuaire à l'origine. Il est reconstitué aujourd’hui dans la boulangerie. On a dégagé également de nombreux morceaux d'armes, non pas l'armure complète d'un légionnaire, mais différentes pièces comme des épées, des morceaux de fourreaux ou des pointes de lance. C'est pourquoi on suppose que l'étage au-dessus de la boulangerie devait servir de poste de garde et de dépôt d'armes pour une petite unité de la garnison.
- La forteresse Rauracense : le village de Kaiseraugst se trouve sur l'emplacement du Castrum Rauracense. Vers 260-280 apr. J.-C., la chute du limes, frontière de l'Empire au nord, en Germanie supérieure et en Rhétie, redonna à Augusta Raurica son importance de ville-frontière. La construction du Castrum Rauracense en fut une conséquence.
- Une cave : La cave exceptionnellement bien conservée est reliée à l'égout principal et est accessible grâce au même escalier.

Cette cave était à l'origine la réserve d'une riche maison patricienne. Elle fut comblée lors de la construction des thermes centraux à la fin du Ier siècle apr. J.-C., et découverte pratiquement intacte lors des travaux de dégagement en 1943.
- Les égouts : le cloaque ou canal des égouts, d'abord à hauteur d'homme, descendait les eaux usées des thermes centraux vers le ruisseau Violenbach. D'autres canaux d'arrivée montrent que le canal collectait également les eaux d'égouts privés. Le canal des égouts est visible sur près de 100 mètres.
- Les remparts : les restes de remparts encore visibles en différents endroits à Kaiseraugst témoignent que le Castrum Rauracense était bien défendu. Les remparts entouraient la fortification militaire et la tête de pont de toutes parts. Ils ont été construits durant la période des grandes invasions, mais leur construction n'a jamais pu être finie, car la cité a été désertée. Aujourd'hui encore, le côté sud, le plus exposé, est épais de 4 m et haut de 4,5 m par endroits ! Le castrum fut détruit vers 350 apr. J.-C. C'est vers cette époque qu’un trésor, comprenant plus de 60 pièces d’argenterie, fut caché au pied des remparts. Ce trésor est maintenant exposé dans le musée romain.
- Le temple du forum : à l'aile sud-ouest du forum s'élevait un temple majestueux, dédié au culte de l'empereur Auguste et consacré à la déesse Roma. Une construction en bois blanc en délimite la façade, indiquant les dimensions originales.

On découvrit les fondations d'un autel au pied du vaste escalier du temple. C'est ici que se trouvait le lieu sacré appelé umbilicus, donnant le point d'origine du cadastre de la ville. Les axes de coordonnées principaux de ce cadastre, decumanus et cardo, se recoupent ici.
- Un tombeau monumental : près de la porte est, devant les murs de la ville, on reconnaît les fondations d'un remarquable monument cylindrique de 15 m de diamètre. Ce tombeau monumental fut édifié vers la fin du Ier siècle apr. J.-C. À la même époque, on commençait à élever les murs de la ville. Ce monument reproduit un modèle méditerranéen. Il se trouvait près du lieu de crémation. Il fut certainement édifié pour un très haut personnage de la cité.
- Les thermes de la gent féminine : non loin du théâtre s’élevaient aux Ier et IIe siècles des bains publics aujourd’hui disparus. Dans le canal des eaux usées, on retrouva de nombreuses épingles à cheveux et des perles, d'où le nom donné à ces thermes.
- Chauffage par le sol : on peut admirer un exemple du chauffage romain par le sol. Il se trouve sous abri, près du forum, au Schneckenberg. L'hypocauste servait à chauffer le sol de marbre de la salle à manger d'une luxueuse maison privée.
- Un sanctuaire de dieux romains et celtes : dans un vallon proche du centre-ville se trouve un temple difficile à interpréter. Il semble aujourd’hui qu'il s'agisse d'un temple double gallo-romain ou d'un sanctuaire dédié à une source. Différents objets témoignent non seulement de la vénération pour Esculape, dieu de la médecine et pour Apollon, son père, mais évoquent aussi le culte d'Hercule, de Sucellus et des divinités des sept jours de la semaine.
- Les thermes au bord du Rhin : ces thermes situés au bord du Rhin furent utilisés par les habitants des quartiers artisans et marchands de la basse ville, à partir de la seconde moitié du IIIe siècle. Vers le IVe siècle, les bains furent réaménagés et intégrés au castrum.
- La villa romaine : elle a été reconstruite en 1955, c'est une reconstitution d'une villa construite à l'époque romaine.

### Économie et société
L’artisanat et le commerce sont alors des piliers de l’économie urbaine. Les maisons, d’abord en bois, puis en pierre, dès 40-70 après J.-C., agrandis au gré des besoins, servent à la fois de logements et de lieux de travail. On a retrouvé des boucheries et des fumoirs, des locaux ayant servi à des bronziers, fondeurs d’ornements métalliques, forgerons, ferrailleurs, tourneurs, souffleurs de verre, tisserand, foulons, mosaïstes, peintres, tailleurs d’objets en os, fabricants de colle, médecins, marchands éleveur de petits bétails ou aubergistes (tavernes), des maisons de commerces, des hôtelleries (auberges). Il existe également de nombreux ateliers de poterie, relégués à la périphérie de la ville pour parer aux risques d’incendies. Tous ne fonctionnaient pas en même temps, mais on sait qu'ils utilisaient la même argile pour leur production.
L’importance grandissante du port et le manque d’espace dans la ville haute appellent au développement, au IIe siècle après J.-C., de la ville basse, avec ses entrepôts, ses ateliers et ses magasins. La zone devient alors un quartier "industriel". Les ateliers de poterie, situés avant le IIe siècle sur les pourtours de la ville, sont désormais intégrés au cœur de la ville basse et prennent place, pour la majorité, dans l'arrière-cour des maisons. Les différents fours et tessons retrouvés dans cette zone démontrent que ces ateliers fonctionnèrent durant tout le IIe siècle et longtemps encore au IIIe siècle.
L’intense activité commerciale d’Augusta Raurica, est attestée par une inscription provenant de la basilique, par une allusion de Pline l'Ancien à des cerises des rives du Rhin et par une précision de Varron concernant l’importation de jambons, de saucisses et de lard gaulois.
Le confort des habitations va du logement d’artisans étroit et sombre muni d’un foyer ouvert très primitif jusqu’à la luxueuse villa urbaine, offrant un péristyle, des bains privés, des pièces agrémentées de mosaïques et chauffées au moyen d’un chauffage par le sol. Les quartiers non desservis par une fontaine publique, tels que le faubourg sud, et certaines parties de la ville basse doivent être alimentées en eau par des puits.
La prospérité d’Augusta Raurica, repose sur son emplacement privilégié au bord d’un fleuve navigable et au croisement de routes importantes, sur ses échanges avec son environnement agricole immédiat et sur l’exportation de ses spécialités artisanales (articles en métal, conserves de viande, éventuellement fruits). Son port fluvial, probablement situé à l’embouchure de l’Ergolz, qui n’a pas encore été fouillé, et ses ponts sur le Rhin, représentent ses principaux atouts en matière de transports et d’échanges.
Des études archéologiques et topographiques laissent à penser qu’au Ier siècle déjà, il existait un pont primitif, dans le prolongement de l’axe nord-sud, à l’emplacement du futur pont reliant au IVe siècle le Castrum Rauracense à un ouvrage fortifié de l’autre côté du fleuve. Un ouvrage permet en tous les cas au IIe, IIIe siècle d’atteindre la rive droite du Rhin.

## Galerie

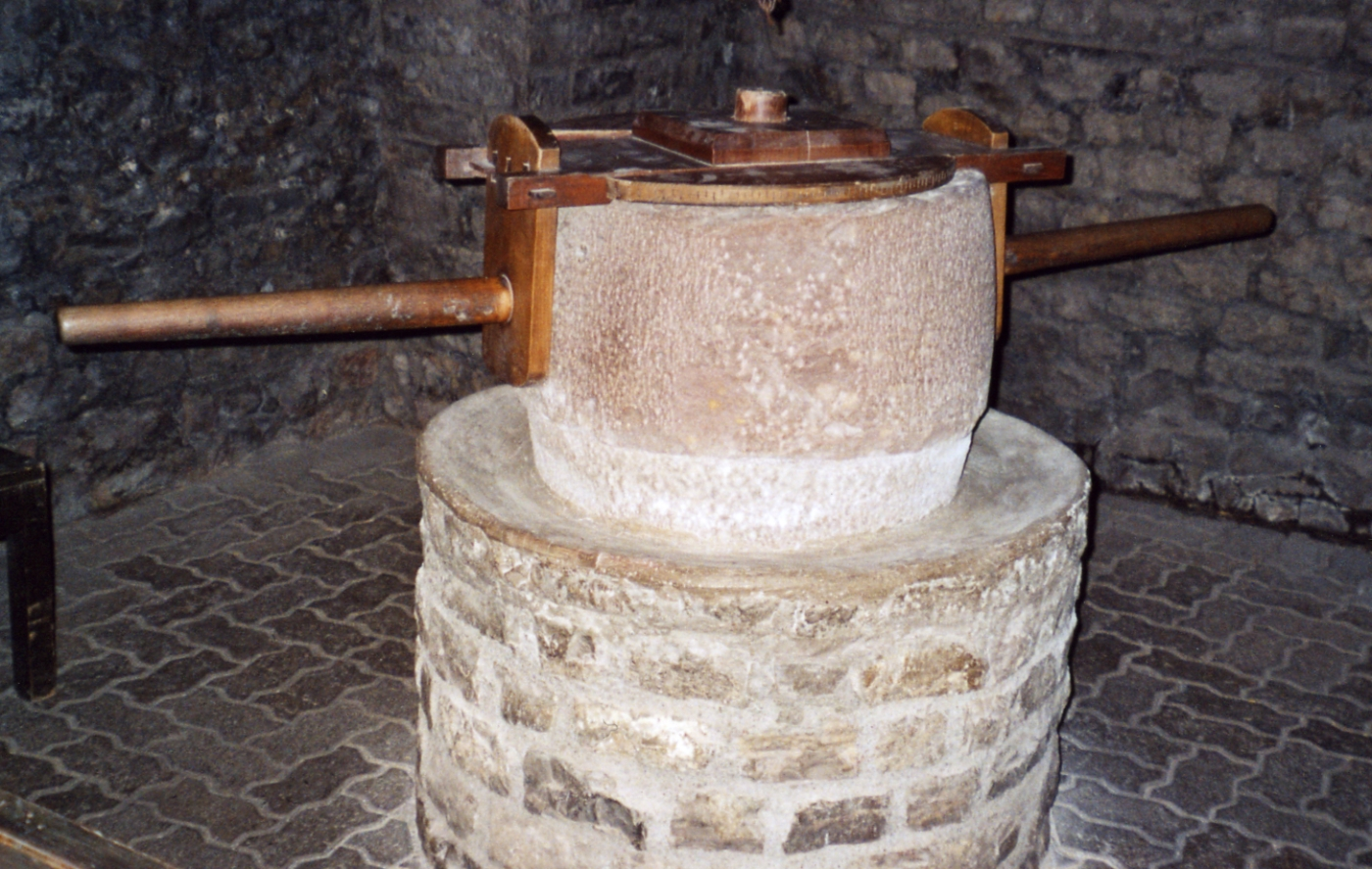
Meule.
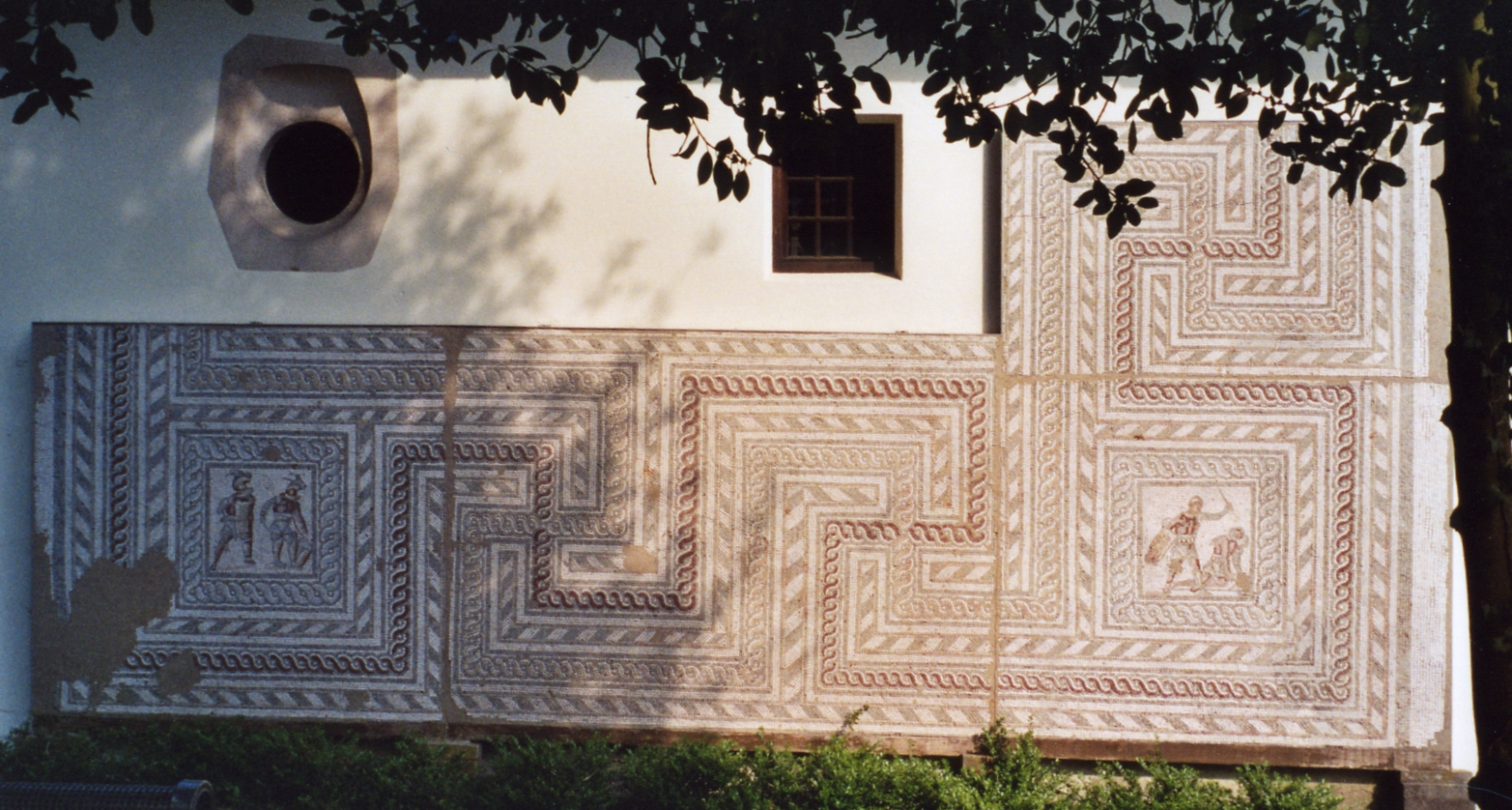
Mosaïque.
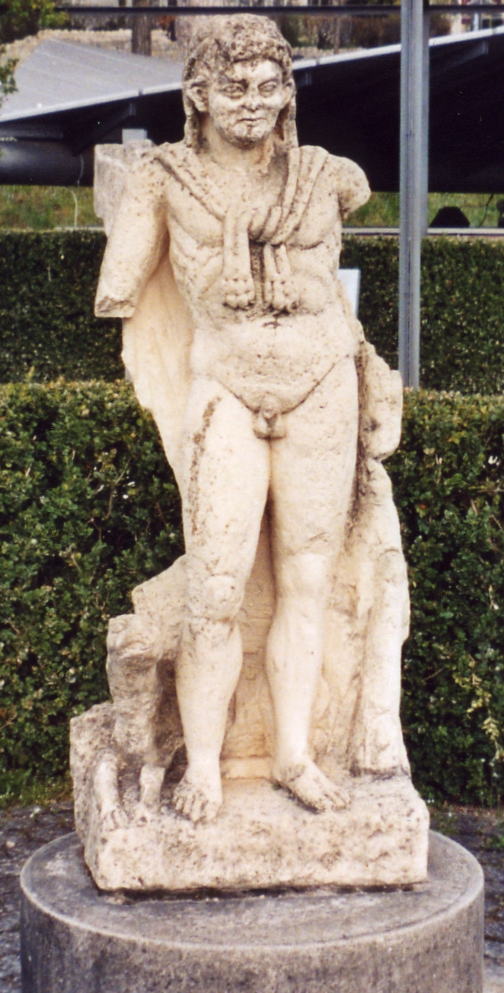
Statue d'Hercule.
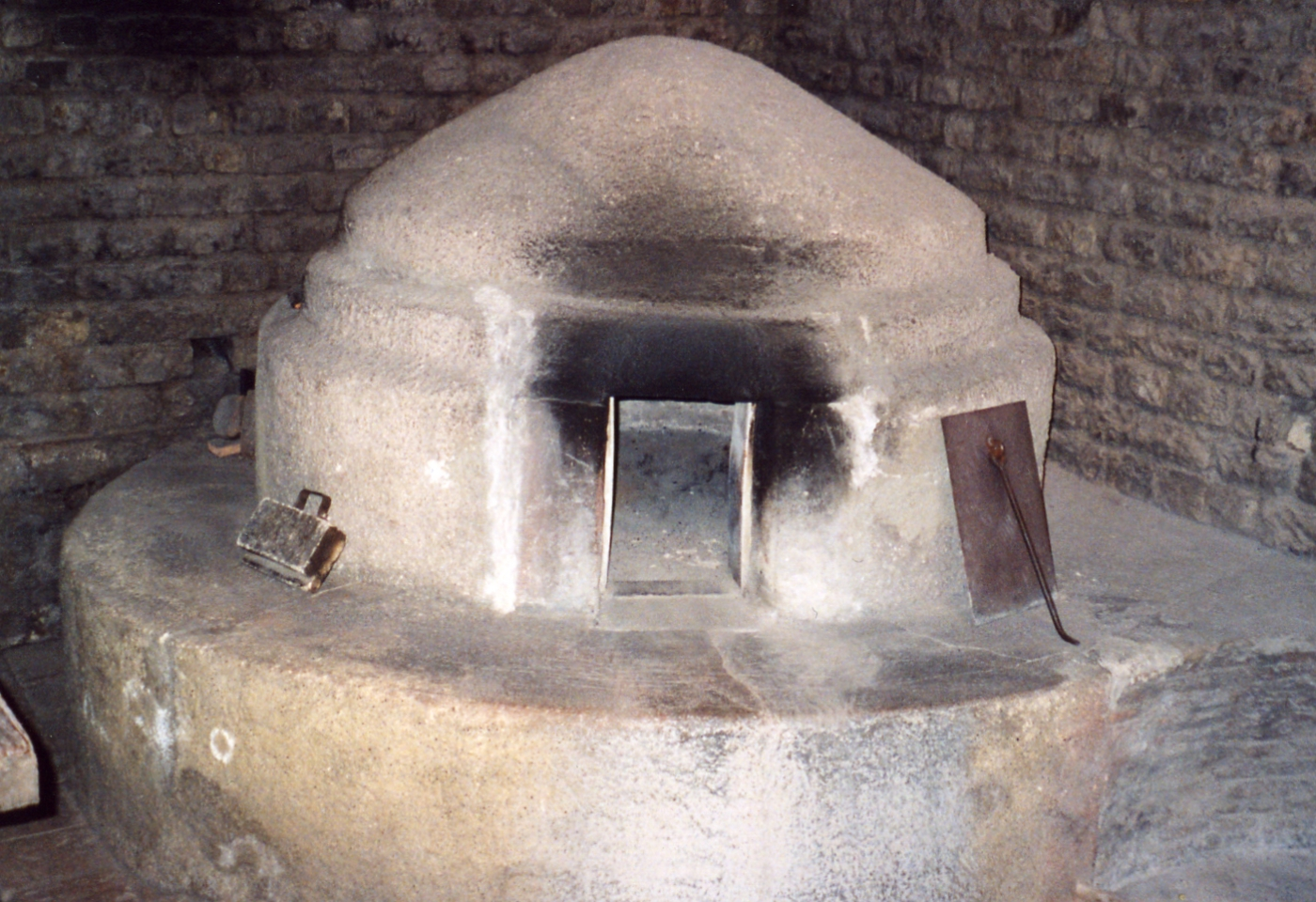
Four à pain.
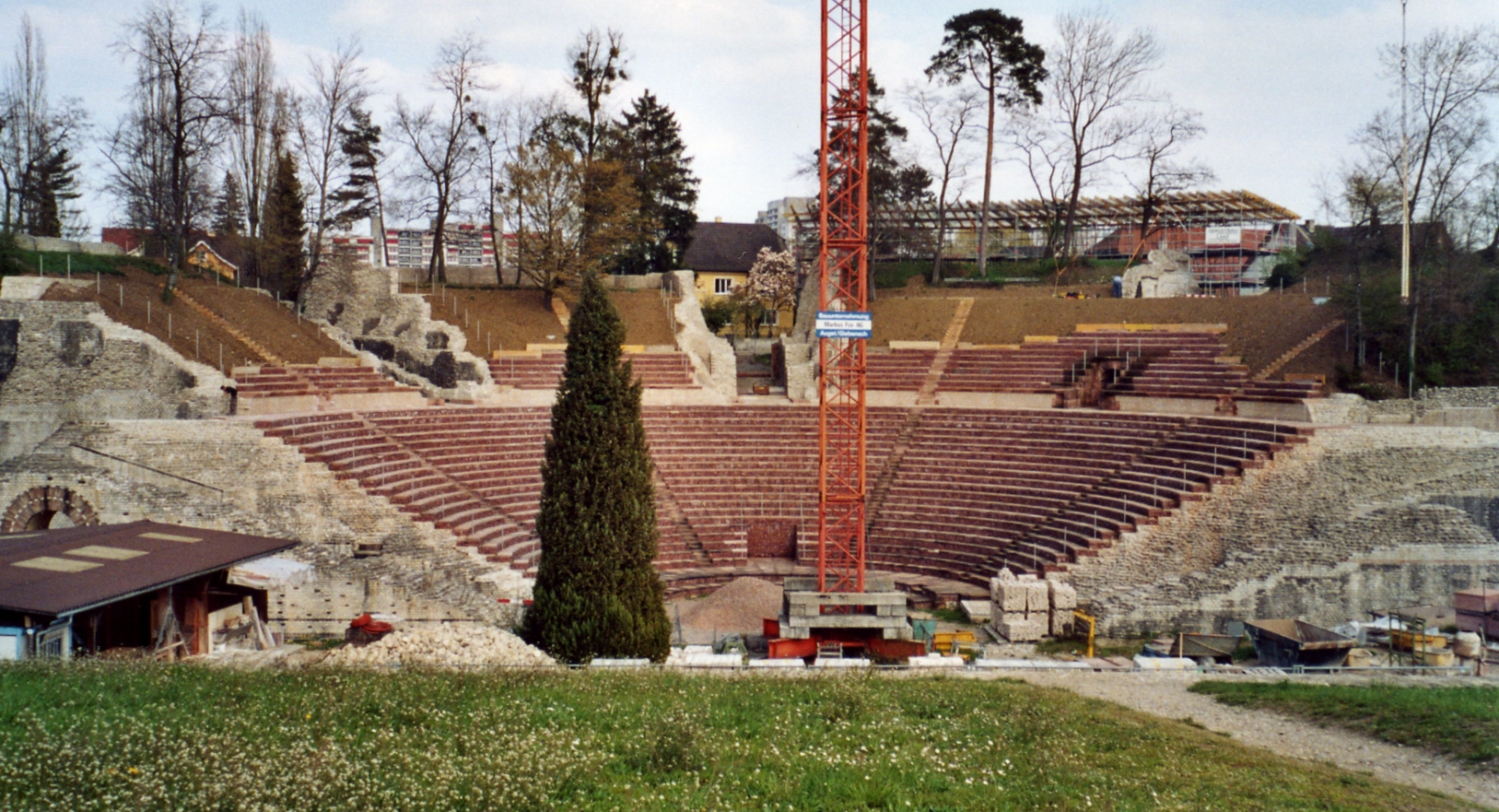
Le théâtre, vue de face.
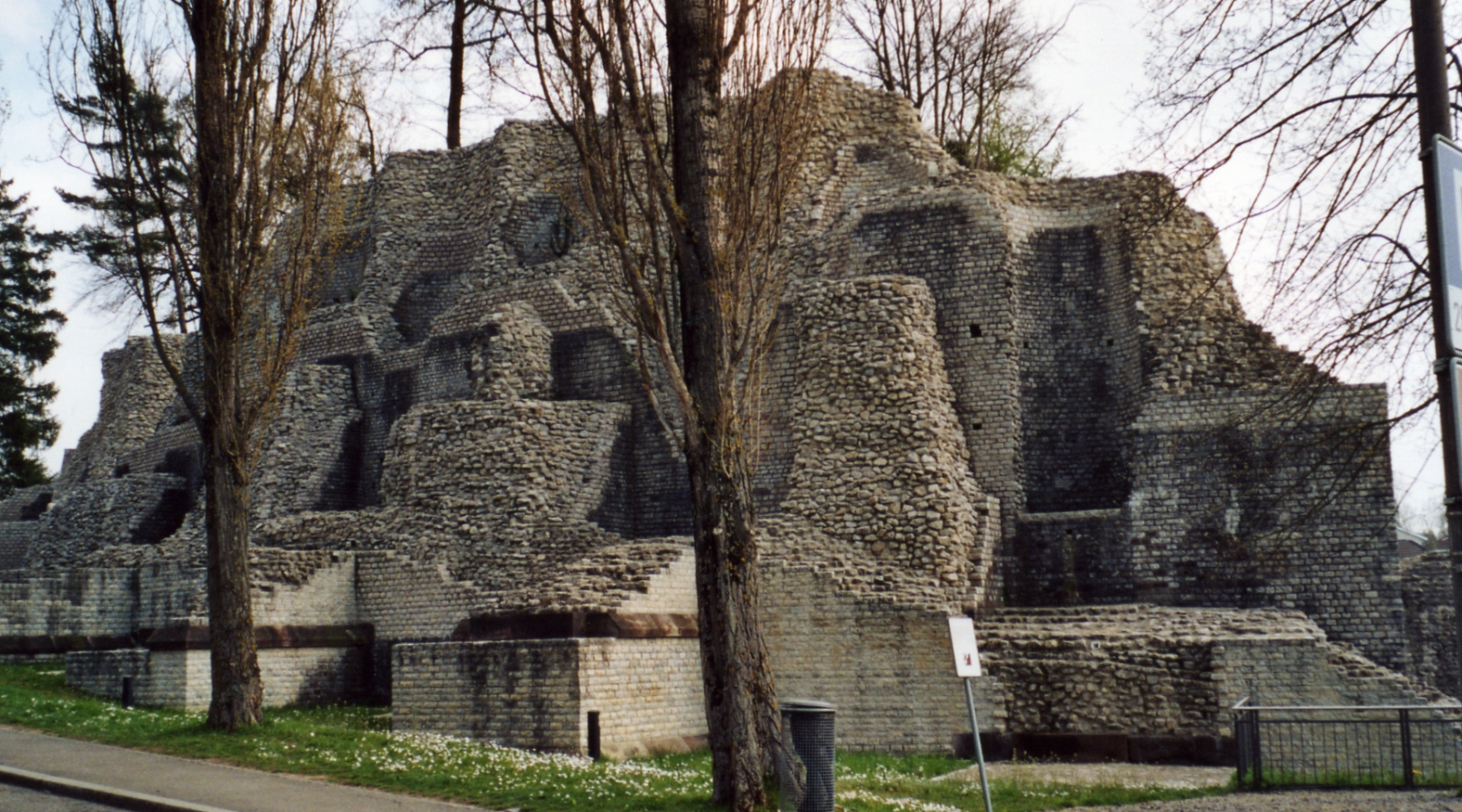
Le théâtre, vue arrière.
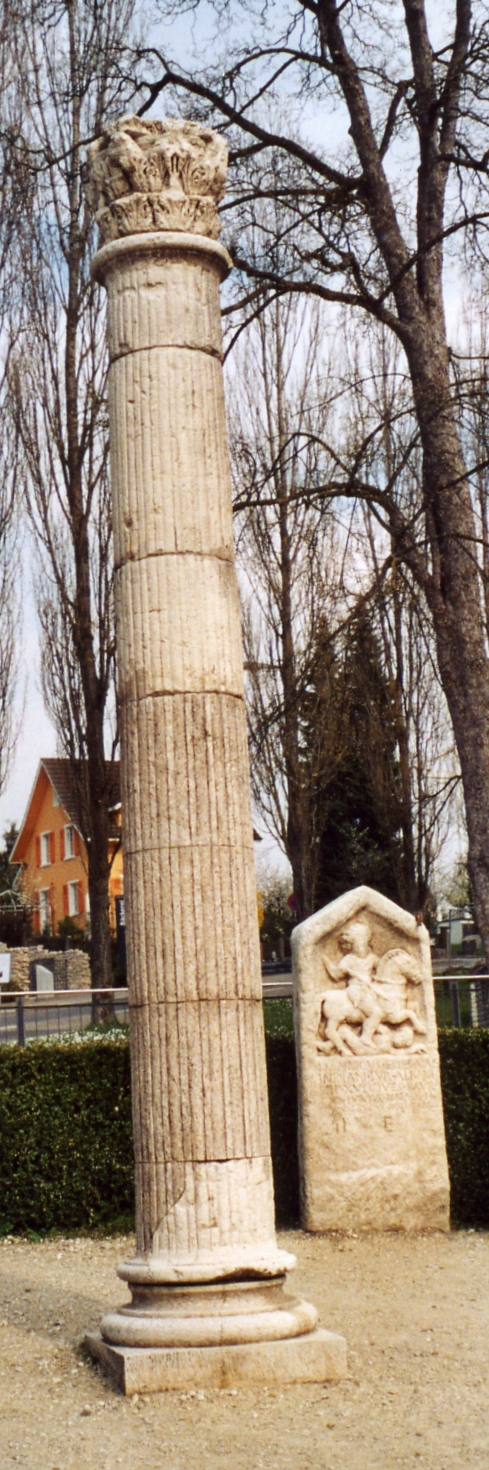
Colonne.